# Dimbong (Yabassi)
Pour les articles homonymes, voir Dimbong.
Dimbong ou Diwong est un village du département du Nkam au Cameroun. Situé dans l'arrondissement de Yabassi, il est localisé à 28 km de Yabassi sur la route qui lie Yabassi à Loum.

## Population
En 1967, le village de Dimbong avait 209 habitants. La population de Dimbong était de 595 habitants dont 316 hommes et 279 femmes, lors du recensement de 2005.